# Frederik Rant
Frederik Rant (gedoopt Heusden, 1 oktober 1755 – Utrecht, 4 mei 1838) was een politicus ten tijde van de Bataafse Republiek.

## Familie
Rant was een zoon van Willem Rant (1714-1782) en Johanna Geertrui Engelenberg (1720-1804). Hij trouwde in 1780 met Anna Geertruyd Vermeer (ca. 1755-1821) en in 1824 Maria Barbara Scherius (1782-1847). Uit het eerste huwelijk werden zeven kinderen geboren, onder wie een zoon die in september 1794 in Frankrijk werd geboren en bij terugkeer in Nederland werd gedoopt met de voornamen Raison et Vertu Christoffel Rathke.

## Loopbaan
Rants vader en grootvader waren beroepsmilitair en hij volgde aanvankelijk dezelfde carrière. Hij werd vaandrig bij het regiment van kolonel Van Aerssen van Sommelsdijk (1776-1773) en zwaaide af als kolonel. Vanaf 1780 was hij jeneverstoker in Heusden, hij was eigenaar van de stokerij en branderij 'De vijf witte ringen'. Hij was daarnaast raad in de Vroedschap (1781-1787) en schepen (1787). Na de Pruisische inval van 1787 vertrok hij naar Saint-Omer, waar hij secretaris werd van de Directie over de patriotse vluchtelingengemeenschap, die onder leiding stond van Court Lambertus van Beyma. Hij speelde tijdens zijn ballingschap een actieve rol in de vele lastercampagnes tussen Van Beyma en Johan Valckenaer. Hij werd na zijn vertrek door het bestuur van Heusden bij verstek veroordeeld tot verbanning en verbeurdverklaring van zijn goederen.
Na de Bataafse omwenteling keerde hij terug naar Nederland. Hij werd sous-chef van het Bureau achterstallige soldijen op het ministerie van Marine en Koloniën (1795-1810). Hij was daarnaast in 1795 lid van de Vergadering van Provisionele Representanten van het Volk van Holland. Vervolgens was hij lid van de Tweede Nationale Vergadering (1797-1798), lid van de Constituerende Vergadering (1798) en lid van de Eerste Kamer (1798) van het Vertegenwoordigend Lichaam. Na de staatsgreep van 12 juni 1798 werd hij gevangengenomen en gevangengezet op Huis ten Bosch, bij besluit van 12 juli 1798 werd hij weer vrijgelaten. Vanaf december 1798 was hij lid van het bestuur van het departement van Texel.